# Bagok Panah I
Bagok Panah I is een bestuurslaag in het regentschap Aceh Timur van de provincie Atjeh, Indonesië. Bagok Panah I telt 519 inwoners (volkstelling 2010).